# Libor Fára
Pour les articles homonymes, voir Fára.
 (mars 2011).
Si vous disposez d'ouvrages ou d'articles de référence ou si vous connaissez des sites web de qualité traitant du thème abordé ici, merci de compléter l'article en donnant les références utiles à sa vérifiabilité et en les liant à la section « Notes et références ».
 (novembre 2024).
La mise en forme du texte ne suit pas les recommandations de Wikipédia : il faut le « wikifier ».
Les points d'amélioration suivants sont les cas les plus fréquents. Le détail des points à revoir est peut-être précisé sur la page de discussion.
- Les titres sont pré-formatés par le logiciel. Ils ne sont ni en capitales, ni en gras.
- Le texte ne doit pas être écrit en capitales (les noms de famille non plus), ni en gras, ni en italique, ni en « petit »…
- Le gras n'est utilisé que pour surligner le titre de l'article dans l'introduction, une seule fois.
- L'italique est rarement utilisé : mots en langue étrangère, titres d'œuvres, noms de bateaux, etc.
- Les citations ne sont pas en italique mais en corps de texte normal. Elles sont entourées par des guillemets français : « et ».
- Les listes à puces sont à éviter, des paragraphes rédigés étant largement préférés. Les tableaux sont à réserver à la présentation de données structurées (résultats, etc.).
- Les appels de note de bas de page (petits chiffres en exposant, introduits par l'outil «  Source ») sont à placer entre la fin de phrase et le point final[comme ça].
- Les liens internes (vers d'autres articles de Wikipédia) sont à choisir avec parcimonie. Créez des liens vers des articles approfondissant le sujet. Les termes génériques sans rapport avec le sujet sont à éviter, ainsi que les répétitions de liens vers un même terme.
- Les liens externes sont à placer uniquement dans une section « Liens externes », à la fin de l'article. Ces liens sont à choisir avec parcimonie suivant les règles définies. Si un lien sert de source à l'article, son insertion dans le texte est à faire par les notes de bas de page.
- La présentation des références doit suivre les conventions bibliographiques. Il est recommandé d'utiliser les modèles {{Ouvrage}}, {{Chapitre}}, {{Article}}, {{Lien web}} et/ou {{Bibliographie}}. Le mode d'édition visuel peut mettre en forme automatiquement les références.
- Insérer une infobox (cadre d'informations à droite) n'est pas obligatoire pour parachever la mise en page.

Pour une aide détaillée, merci de consulter Aide:Wikification.
Si vous pensez que ces points ont été résolus, vous pouvez retirer ce bandeau et améliorer la mise en forme d'un autre article.
Libor Fára est un peintre surréaliste et un graphiste tchèque, décorateur de théâtre et scénographe, né le 12 septembre 1925 à Prague, ville où il est mort le 3 mars 1988.

## Biographie
(mars 2011).
1942 – 1944
Études à l'école d’art dramatique « Officina Pragensis », chez le professeur Jaroslav Svab.

Période surréaliste : il fait la connaissance des surréalistes de Prague, se lie d’amitié avec Josef Istler, surréaliste du Groupe 42. Avec Zbynek Havlicek, Rudolf Altsul, Robert Kalidova et Frantisek Juzk, il fonde le groupe surréaliste dit de Sporilov.
Période de collages, frottages et objets, production en partie détruite ou dispersée.
1945
Peint les Deux visages, une huile sur toile qui plaît beaucoup à Frantisek Muzika. La toile est envoyée à Paris, selon le désir de Paul Éluard et de Joseph Sima.

Premier voyage de Libor à Paris. La période 1942-1945 est aussi celle des profonds engouements pour le jazz ; Libor organise des concerts clandestins, joue de la batterie. Il est fou de poésie surréaliste française et tchèque.
1945 - 1949
À son retour de Paris, Libor s’inscrit aux Grandes écoles d’Arts et Métiers où il suit les cours du peintre cubiste Émile Filla. Ses compagnons d’études sont Cestmir Kafka, Milan Grygar, Karel Vaca et Jiri Tichy. Paroxysme de la période surréaliste avec les cycles des « Touches des Yeux », dessins, lavis et détrempes, avec des objets qui constituent le matériel du film non réalisé Nous sommes en jeu hors-jeu. De ces objets, ne demeure qu’une documentation photographique. Au cabaret Trapas, il joue de la batterie avec Ludek Svab.
1949
Rencontre avec Annette Safrankova (Anna Fárová). Cycle de collages de couleurs intitulés Petits Déjeuner de minuit.

Dernière huile de la période surréaliste : La fin du jour.
1950
Collaboration à un ouvrage collectif qui demeurera inédit. Libor y travaille avec Karel Teige, Vratislav Effenberger, Karel Hynek, Josef Istler, Emila Tlaskalova et Mikulas Medek.

Début de différents cycles de dessins : Gigues, Les amants, Une femme est passée par là, Nature morte à la belle plume, Nature morte, fin de la variation en an.
1951
Service militaire jusqu’en 1953.

Retour à la dure réalité du quotidien. Rencontre avec Jiri Masina. Les réalisations que les amis n’ont pas reçu n’existent plus.
1953
Début des travaux pour le théâtre. Premières armes au Théâtre Burian.

Rencontre avec Josef Topol et Jan Grossman.

Période de reprise des compositions libres du cycle du Centaure.

Pour le théâtre Burian, il élabore cartons d’invitations, affiches, programmes et plaquettes. Il travaille également à la mise en scène de la première pièce de Josef Topol, en collaboration directe avec celui-ci. Topol a alors 18 ans. La pièce s’intitule Vent de minuit.
1954
Année du déménagement de Sporilov vers Vinohrady, ou il occupe un atelier au 17 de la rue Anny Letenske.

Début de la collaboration au groupement d’artistes appelé MAI.
1954 – 1955
Études en externat aux hautes écoles d’Arts et Métiers de la ville de Prague ; suit les cours du peintre et professeur Frantisek Muzika.
1955 – 1960
Cycle de papiers de couleur déchirés sur le thème de Rythmes, en référence à la période musical Cool Jazz. Il n’en demeure pas beaucoup d’exemples.
1957
Première exposition personnelle dans la galerie de l’Union des écrivains.
1961
Naissance de la première de ses filles, Isabella.
1962
Début d’une collaboration intensive avec le théâtre Na Zabradli (Théâtre sur la Balustrade). Il dessine les costumes pour la pièce de son ami Václav Havel, Les meilleurs rocks de Madame Herman, mise en scène de Jan Grossman. Il travaille ensuite avec Krejci, puis avec Jan Grossman, avec lequel il élabore une adaptation de Ubu Roi, de Alfred Jarry, en 1964.
1960 – 1964
Cycle des dessins à l’encre de Chine, recouverts d’une détrempe blanche sur le thème du Rythmes.
1963
Naissance de sa seconde fille, Gabriela (Gabina Fárová).
1964
Libor travaille aux décors de La Cantatrice chauve d'Eugène Ionesco, de En attendant Godot de Samuel Beckett, de pièces de Mrozek, de Milan Kundera et de Václav Havel.
1965
Début du cycle des Assemblages, né de Why do you always come back, petit cheval à bascule constitué de matériaux de récupération ; la collection de ces matériaux s’effectue de 1945 à 1965. De cette démarche, nait également le cycle des Tables à jouer.
1967
Exposition des Tables à jouer à la galerie de la place Charles.
1968
Exposition Stop-Time à la galerie Vaclav Spaly à Prague : Œuvres de 1945 à 1969.

C’est aussi l’année d’un travail en collaboration avec Pavel Landovský pour sa pièce mise en scène par Edvald Sorm au théâtre Činoherní klub (Club dramatique) ; il s’y illustrera encore en signant les décors et les costumes de La ceriseaie de Tchekhov et de la pièce de Gorki, Les bas-fonds, mise en scène par Kacer.
1972
Dernière collaboration avec Josef Topol pour sa pièce Deux nuits avec jeune femme au théâtre « Za Branou (« Hors de la ville »). Les dix années qui s’écoulent entre 1962 et 1972 sont largement consacrées au théâtre.
1974
Cycle des Tables à jouer.
1975
Cycle En hommage à Bracell ; collages photographiques.
1978
Cycle de dessins au fusain voilés d’une détrempe blanche, intitulé Situation blanche.
1979
Le cycle suivant est intitulé Situation Bleu, et figure un cycle de dessins mêlés de collages.
1980
Exposition dans le foyer du théâtre Cinoherni Klub ; celle-ci est consacrée au cycle Situation blanche.
Début du cycle « Toi, fenêtre ».
1981
Exposition de dessins du cycle Situation bleue, à Prague, au théâtre de la Musique. Cycle de dessins au crayon intitulé Spontanéités. Libor obtient cette même année une distinction du ministère de la Culture tchèque pour Le plus beau livre.
1982
La galerie Fronta expose ses collages Sombre dimanche, ses collages photographiques, ses toiles photographiques Toi, fenêtre.
 
Début de quatre cycles de collages :  Relax, Cercle dans l’armoire, Ben Webster au printemps, Gab-ona, qui seront exposés dans la petite galerie de l’Union des écrivains tchèques, en 1983.
1984 – 1988
Intense production diversifiée : cycle de techniques combinées Le mythe du rythme, de dessins rehaussés de projection d’aniline du cycle Fenêtres, des assemblages du cycle Paroles de métal, des collages qui renouent avec l’option surréaliste première portant le titre Un ange est passé.

## Parenté
Libor Fára fut l'époux d'Anna Fárová (1928-2010), historienne de la photographie, le gendre du musicologue Miloš Šafránek (1894-1982), et le père de la sculptrice Isabela Fárová (née en 1961) et de la photographe Gabina Fárová (née en 1963).